# WrestleMania XXVII
WrestleMania XXVII foi a vigésima sétima edição do evento anual em pay-per-view de luta livre profissional WrestleMania, produzida pela World Wrestling Entertainment (WWE). Aconteceu em 3 de abril de 2011, no Georgia Dome em Atlanta, Geórgia. O evento foi o primeiro a acontecer na Geórgia e o segundo na região sudeste dos Estados Unidos, após o WrestleMania XXIV. Além disso, foi o último pay-per-view da WWE a ser produzido sob o nome da "World Wrestling Entertainment", que mudou seu nome para WWE quatro dias depois.
Ingressos começaram a ser vendidos em 13 de novembro de 2010. De acordo com um relatório da WWE, WrestleMania XXVII gerou 1,059,000 compras de pay-per-view, aumentando 30% das vendas domésticas e 15% das internacionais em comparação ao evento do ano anterior. O evento rendeu 6.6 milhões de dólares, com 71,617 pessoas no público. Com isso, foi o segundo evento mais rentável a WWE, atrás do WrestleMania XXV. Além disso, o evento gerou $62.1 milhões em impacto econômico para Atlanta, um aumento de $17 milhões do ano anterior, também gerando aproximadamente $7.8 milhões em impostos.
Oito lutas aconteceram, com a primeira sendo Edge defendendo o Campeonato Mundial dos Pesos-Pesados contra Alberto Del Rio. Durante o evento, The Undertaker enfrentou Triple H em uma luta No Holds Barred para manter seu recorde de vitórias no WrestleMania. Na luta principal, The Miz defendeu o Campeonato da WWE contra John Cena. Além disso, os comentaristas Michael Cole e Jerry "The King" Lawler se enfrentaram em um combate com Stone Cold Steve Austin como árbitro, Nicole "Snooki" Polizzi, Trish Stratus e John Morrison enfrentaram Dolph Ziggler e LayCool (Layla e Michelle McCool), Randy Orton enfrentou CM Punk, Rey Mysterio enfrentou Cody Rhodes, e Kane, Big Show, Santino Marella e Kofi Kingston enfrentaram a facção The Corre (Wade Barrett, Ezekiel Jackson, Justin Gabriel e Heath Slater).

## Produção

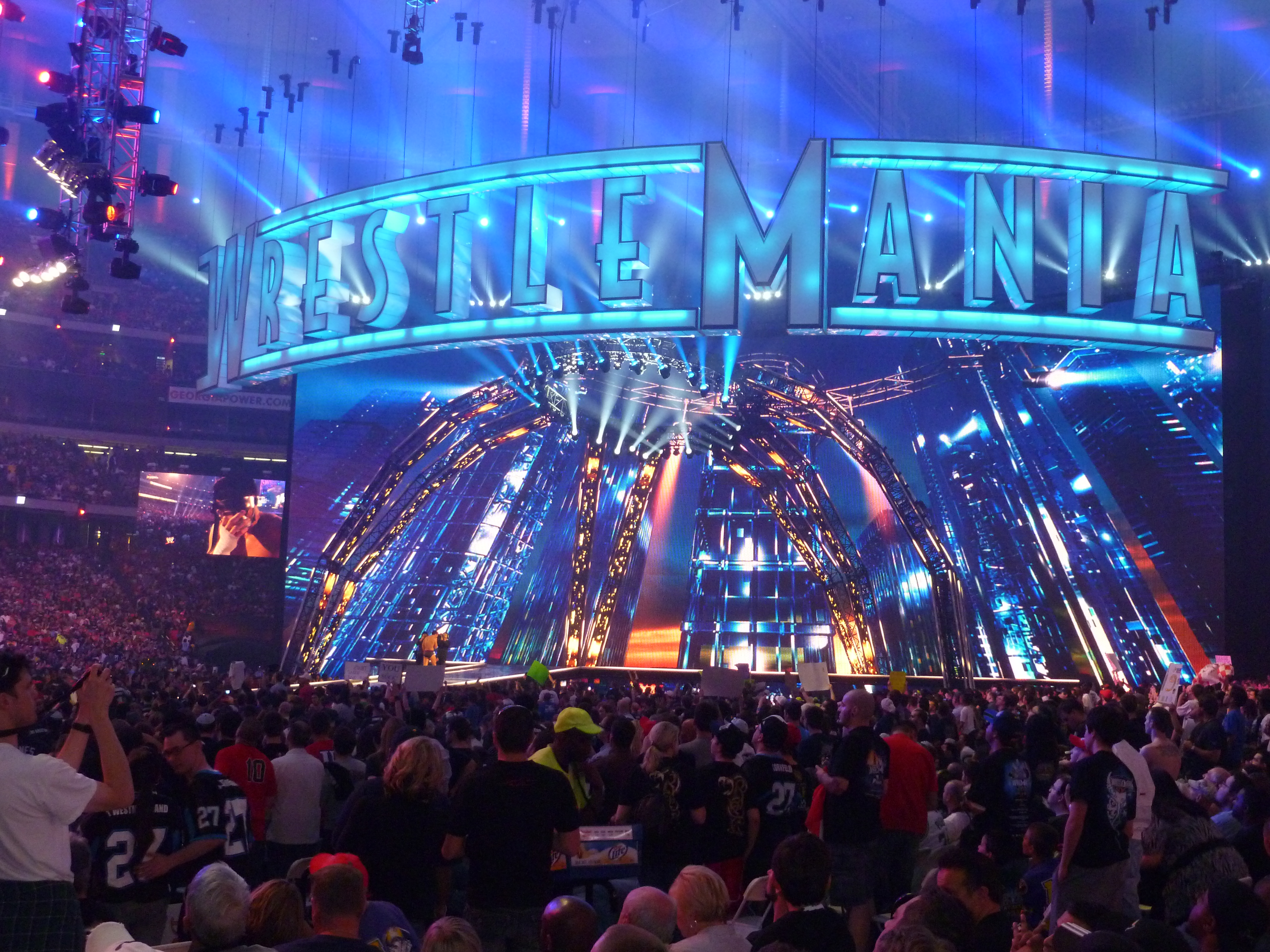
O Georgia Dome durante o Wrestlemania XXVII.

Em setembro de 2009, foi noticiado que a cidade de Atlanta era candidata a ser sede da edição da WrestleMania de 2011 e havia indicado o Georgia Dome como sede. Uma conferência de imprensa realizada em 1 de fevereiro de 2010 no Georgia Dome foi anunciado que Atlanta havia sido escolhida pela WWE, esta será a primeira WrestleMania a ser realizada no estado da Geórgia. Entre 15 e 20 cidades foram consideradas para sediar o evento, menos da metade formalizaram propostas para a WWE. Atlanta venceu a disputa contra Miami, Florida.
Os ingressos começaram a ser vendidos em 13 de novembro de 2010. Junto com o WrestleMania XXVII, uma série de eventos agrupados na "WrestleMania Week" acontecerão na semana que precede o evento, incluindo a convenção anual WrestleMania Axxess, a cerimônia WWE Hall of Fame, a quarta anual exposição e leilão conhecido como WrestleMania Art, e um torneio de golfe entre celebridades. WrestleMania Axxess acontecerá no Georgia World Congress Center, enquanto a cerimônia do Hall of Fame aconteceu na Philips Arena.
No episódio do Raw de 14 de fevereiro, foi confirmado que Dwayne "The Rock" Johnson seria o "apresentador" do WrestleMania XXVII. WrestleMania XXVII foi o primeiro pay-per-view da WWE sob um acordo com a Kmart, sob o qual a Kmart foi o patrocinador oficial de todos os eventos da WWE até o fim de 2011. Como outra parte da promoção do evento, a WWE Magazine lançou um aplicativo "Guia Para o WrestleMania XXVII" para o iPhone, iPod Touch e iPad, com informações e trívias.
Diamond Eyes (Boom-Lay Boom-Lay Boom)" de Shinedown serviu como música-tema secundária do evento, enquanto a cantora Keri Hilson cantou "America the Beautiful" ao início do show. Celebridades e ex-lutadores apareceram no WrestleMania, como Snoop Dogg, Pee Wee Herman, Gene Okerlund, Mae Young e Roddy Piper.

## Antes do Evento
WrestleMania XXVII teve combate de luta livre profissional de diferentes lutadores com rivalidades pré-determinadas que se desenvolveram no Raw, SmackDown e WWE Superstars — programas de televisão da WWE. Os lutadores interpretaram um vilão ou um mocinho seguindo uma série de eventos para gerar tensão, culminando em uma ou várias lutas
A rivalidade predominante do Raw contou com Dwayne "The Rock" Johnson, John Cena e o Campeão da WWE The Miz. No Raw de 14 de fevereiro, foi anunciado que The Rock seria o apresentador do WrestleMania XXVII. The Rock fez sua primeira aparição em um ringue da WWE em sete anos, publicamente zombando de Miz e Cena em seu discurso de retorno. No Elimination Chamber da semana seguinte, Cena venceu a anual luta Elimination Chamber para ganhar uma luta pelo título de The Miz. No Raw seguinte, Cena e Miz responderam a Rock, com Cena questionando a preferência de Rock pela carreira de ator. Via satélite, The Rock respondeu a Cena no Raw de 28 de fevereiro, citando sua carreira como porta de entrada para lutadores em Hollywood. No Raw de 28 de março, Miz e Alex Riley atacaram os dois, com Rock expulsando os dois e Cena atacando Rock.
Desde 1993, o vencedor da luta Royal Rumble conquista uma oportunidade por um título mundial no WrestleMania. Alberto Del Rio venceu a luta de 2011 e desafiou Edge pelo Campeonato Mundial dos Pesos-Pesados. Isso levou a uma série de ataques de Del Rio em Edge nas semanas seguintes. No entanto, Edge foi auxiliado por Christian, que ajudou Edge contra Del Rio e seu guarda-costas Brodus Clay.
A partir do Raw de 31 de janeiro, vídeos promocionais passaram a ser exibidos, com os números "2 21 11". No Raw de 21 de fevereiro, The Undertaker foi revelado como a figura misteriosa dos vídeos, retornando após quatro meses de ausência. No entanto, o retorno foi interrompido por Triple H. Os dois se encararam antes de olhar para o outdoor do WrestleMania XXVII. A luta foi confirmada pela WWE quatro dias depois, marcando o segundo combate entre os dois no WrestleMania, o primeiro sendo no WrestleMania X-Seven 10 anos antes.
Em dezembro de 2010, o comentarista do Raw Jerry "The King" Lawler começou uma rivalidade com o também comentarista Michael Cole, após o Gerente Geral anônimo do Raw dar a Lawler uma luta Tables, Ladders, and Chairs pelo Campeonato da WWE de The Miz. Quando Lawler escalou a escada para conquistar o título, Cole interferiu, puxando Lawler e o fazendo perder a luta. No Raw de 21 de fevereiro, Cole zombou de Lawler por este perder uma revanche contra Miz no Elimination Chamber, perder o sonho de lutar no WrestleMania, também mencionando a mãe de Lawler, falecida semanas antes. Lawler respondeu desafiando Cole para uma luta no WrestleMania. Cole negou antes de fugir pela plateia. Na semana seguinte, Cole aceitou o desafio de Lawler sob duas condições: que seu treinador, Jack Swagger, o acompanharia ao ringue para a luta e que ele pudesse escolher o árbitro do combate. No Raw seguinte, Cole anunciou que John "Bradshaw" Layfield seria o árbitro. No entanto, Stone Cold Steve Austin fez seu retorno, atacando JBL e assinando o contrato, se tornando o árbitro oficial do combate. Cole continuou a insultar Lawler nas semanas seguintes, trazendo o filho do comentarista, Brian, que o insultou e o estapeou. Após isso, Jim Ross, amigo de Lawler, confrontou Cole antes de ser atacado por Swagger.
Outra rivalidade que culminaria no WrestleMania envolveu CM Punk e Randy Orton. No início do ano, Punk havia se tornado líder do grupo The Nexus, renomeando-o "New Nexus". Nas semanas seguintes, Punk atacou Orton, dizendo ser uma vingança pelo ataque sofrido no Unforgiven de 2008. No Raw de 28 de fevereiro, o Gerente Geral anônimo do Raw anunciou que Punk e Orton se enfrentariam no WrestleMania e, nas semanas seguintes, Orton enfrentaria os membros do New Nexus. Os derrotados não poderiam acompanhar Punk ao ringue. Orton venceu todas as lutas, banindo Husky Harris, Michael McGillicutty, David Otunga e Mason Ryan do WrestleMania.
Rey Mysterio e Cody Rhodes mantiveram uma rivalidade pré-WrestleMania. No SmackDown de 21 de janeiro, Mysterio quebrou o nariz de Rhodes durante uma luta. Rhodes, que fez uma cirurgia de reconstrução facial, acusou Mysterio de força-lo a perder o Royal Rumble e a Elimination Chamber, além de acabar com sua beleza. No SmackDown de 4 de março, o pai de Cody, Dusty Rhodes, pediu para Cody pedir desculpas. No entanto, ele traiu Mysterio, permitindo que Cody o atacasse e o desmascarasse.
No Raw de 14 de março, Nicole "Snooki" Polizzi apareceu como estrela convidada, trocando insultos com Vickie Guerrero. Mais tarde, Vickie derrotou Trish Stratus com a ajuda de LayCool (Michelle McCool e Layla). Após a luta, Snooki atacou LayCool após ser provocada por McCool. Vickie, então, propôs uma luta no WrestleMania entre LayCool e seu namorado, Dolph Ziggler, e Snooki, Stratus, & John Morrison.
Em uma luta de oito lutadores, The Corre (Wade Barrett, Ezekiel Jackson, Justin Gabriel e Heath Slater) enfrentariam Big Show, Kane, Santino Marella e Vladimir Kozlov. The Corre havia enfrentado Big Show no SmackDown, mas Kane havia a ele se aliado para acabar com o grupo duas semanas antes do WrestleMania. Mais tarde, Kane e Big Show ajudaram Vladimir Kozlov e Santino Marella durante um ataque do Corre. Em 2 de abril, antes de uma luta entre Kozlov e Tyler Reks na convenção WrestleMania Axxess, The Corre atacou Kozlov, na história, lesionando seu ombro. Kofi Kingston, que havia perdido o Campeonato Intercontinental para Barrett, foi escolhido para substituir Kozlov.

## Evento

### Pré-show
| Papel:        | Nome:                                    |
| ------------- | ---------------------------------------- |
| Comentaristas | Michael Cole (primeiras quatro lutas)    |
| Comentaristas | Jerry "The King" Lawler (lutas 1-4, 6-8) |
| Comentaristas | Josh Mathews (primeiras cinco lutas)     |
| Comentaristas | Jim Ross (lutas principais)              |
| Comentaristas | Booker T (Michael Cole vs. Jerry Lawler) |
| Comentaristas | Carlos Cabrera (Espanhol)                |
| Comentaristas | Hugo Savinovich (Espanhol)               |
| Apresentador  | Dwayne "The Rock" Johnson                |
| Locutores     | Justin Roberts (Raw e Smackdown)         |
| Locutores     | Howard Finkel (Hall da Fama)             |
| Locutores     | Ricardo Rodriguez (Alberto Del Rio)      |
| Árbitros      | Scott Armstrong                          |
| Árbitros      | Mike Chioda                              |
| Árbitros      | John Cone                                |
| Árbitros      | Jack Doan                                |
| Árbitros      | Justin King                              |
| Árbitros      | Chad Patton                              |
| Árbitros      | Charles Robinson                         |
| Gerente Geral | Theodore Long (SmackDown)                |
| Gerente Geral | Anônimo (Raw)                            |

Antes do evento começar oficialmente, duas lutas preliminares aconteceram, sendo exibidas apenas para os espectadores na arena. Na primeira, Sheamus defendeu o Campeonato dos Estados Undos contra Daniel Bryan em uma luta Lumberjack. Durante a luta, os lutadores que circulavam o ringue começaram uma briga, o que encerrou a luta sem um vencedor. O Gerente Geral do SmackDown Theodore Long marcou uma Battle Royal entre os lutadores. O combate foi vencido por The Great Khali, que venceu ao eliminar Sheamus.
Quando o evento passou a ser transmitido via pay-per-view, a cantora de R&B Keri Hilson cantou "America the Beautiful". Logo, o apresentador Dwayne "The Rock" Johnson foi ao ringue para zombar de John Cena.

### Lutas preliminares

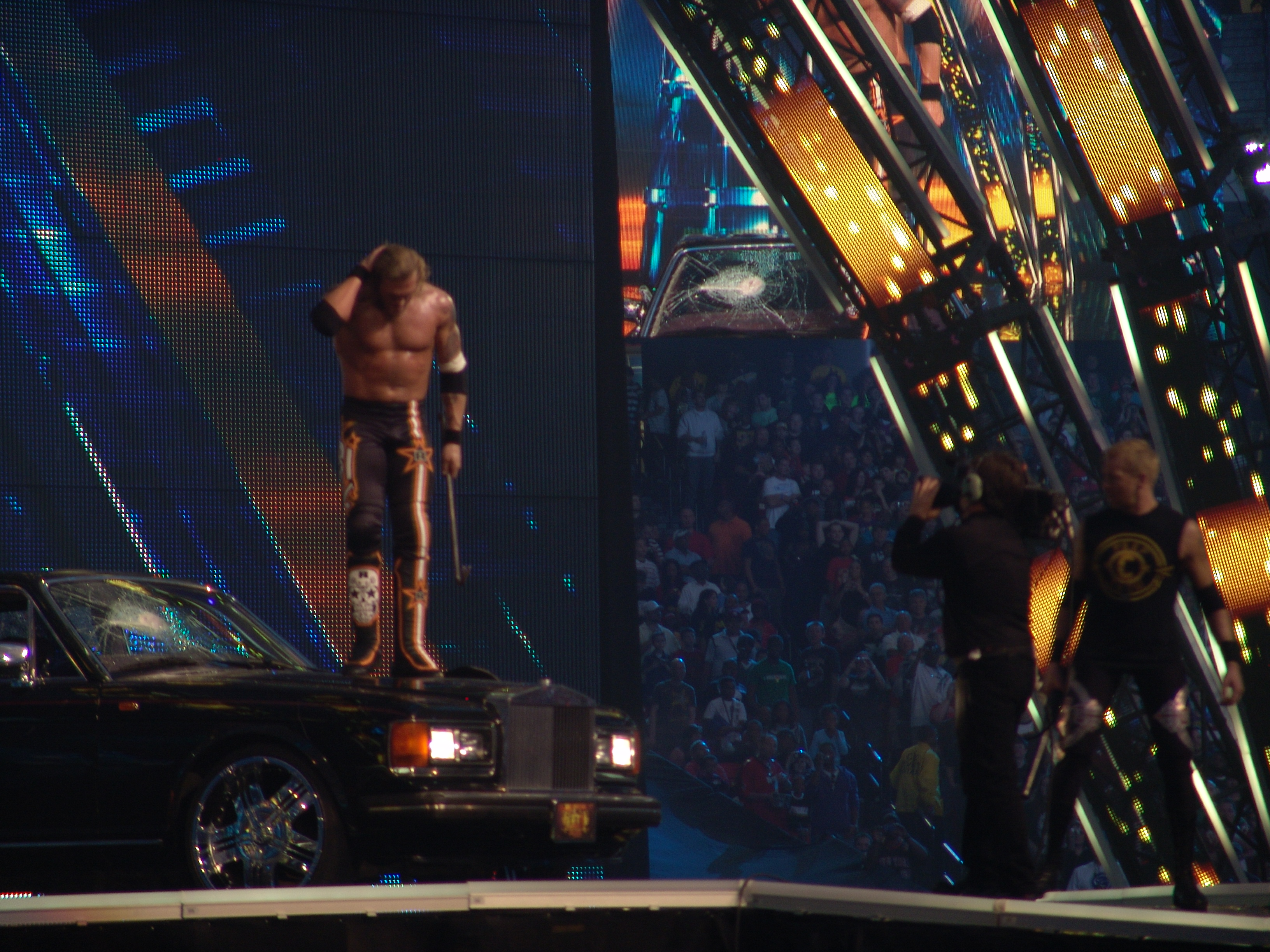
Após a luta pelo Campeonato Mundial dos Pesos-Pesados, Edge e Christian destruiram o carro de Alberto Del Rio.

A primeira luta televisionada foi pelo Campeonato Mundial dos Pesos-Pesados. Edge, acompanhado por Christian, defendeu o título contra o vencedor do Royal Rumble de 2011, Alberto Del Rio, acompanhado por seu locutor pessoal, Ricardo Rodriguez, e por seu guarda-costas, Brodus Clay. No início do combate, Del Rio focou no braço lesionado de Edge e Christian impediu que Clay e Ricardo interferissem. A luta acabou quando Edge aplicou um Sharpshooter em Del Rio, e este lhe aplicou um Cross Armbreaker. Quando os dois se levantaram, Edge aplicou um Spear em Del Rio, vencendo. Após o combate, Edge e Christian destruíram o carro de Del Rio. Esta foi a última luta de Edge, que anunciou sua aposentadoria no Raw da semana seguinte.
Cody Rhodes e Rey Mysterio se enfrentaram em seguida, com o segundo vestindo uma roupa baseada no Capitão América. Rhodes dominou a maior parte da luta, mas Mysterio conseguiu alcançá-lo. Ao fim do combate, Rey conseguiu tirar a máscara de proteção de Rhodes, que retaliou, arrancando a joelheira de Mysterio. Cody usou a joelheira para atacar Mysterio, o derrotando após um Cross Rhodes.

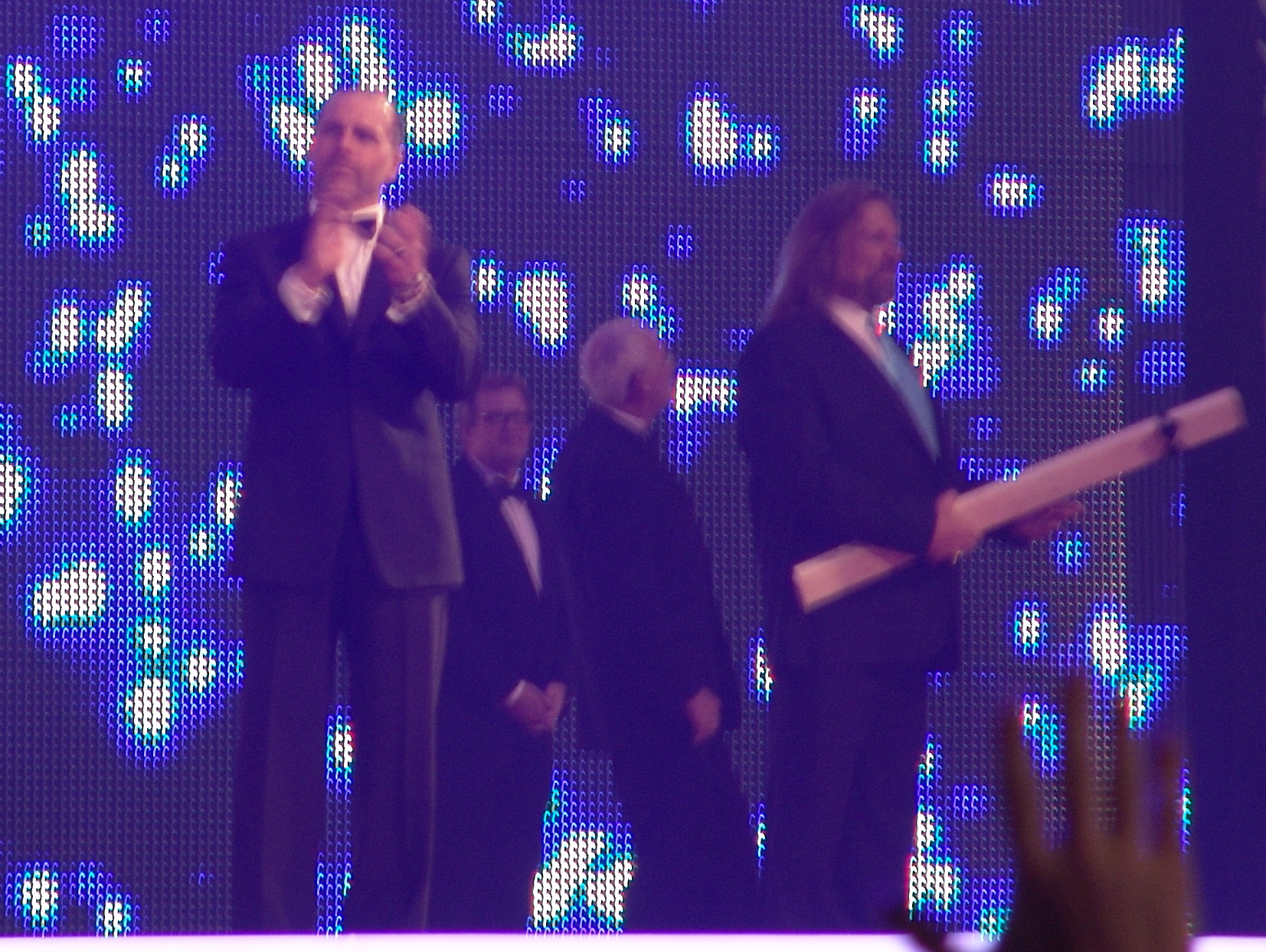
Shawn Michaels na Apresentação dos WWE Hall of Famers de 2011 no WrestleMania XXVII.

O terceiro combate do evento foi entre os quartetos formados por Kane, Big Show, Santino Marella e Kofi Kingston e The Corre (Wade Barrett, Ezekiel Jackson, Heath Slater e Justin Gabriel). Em uma luta que durou menos de dois minutos, Slater foi nocauteado por Big Show, que venceu o combate para seu quarteto.
Randy Orton enfrentou CM Punk na luta seguinte. Punk passou a maior parte da luta focando no joelho lesionado de Orton, que tentou chutar a cabeça de Punk, mas não conseguiu por conta de sua lesão. A luta acabou quando Orton aplicou um RKO em Punk.
Os WWE Hall of Famers de 2011 foram apresentados no stage da WrestleMania. Grande destaque para Shawn Michaels, que foi o último a aparecer e teve a sua própria entrada.

### Lutas principais

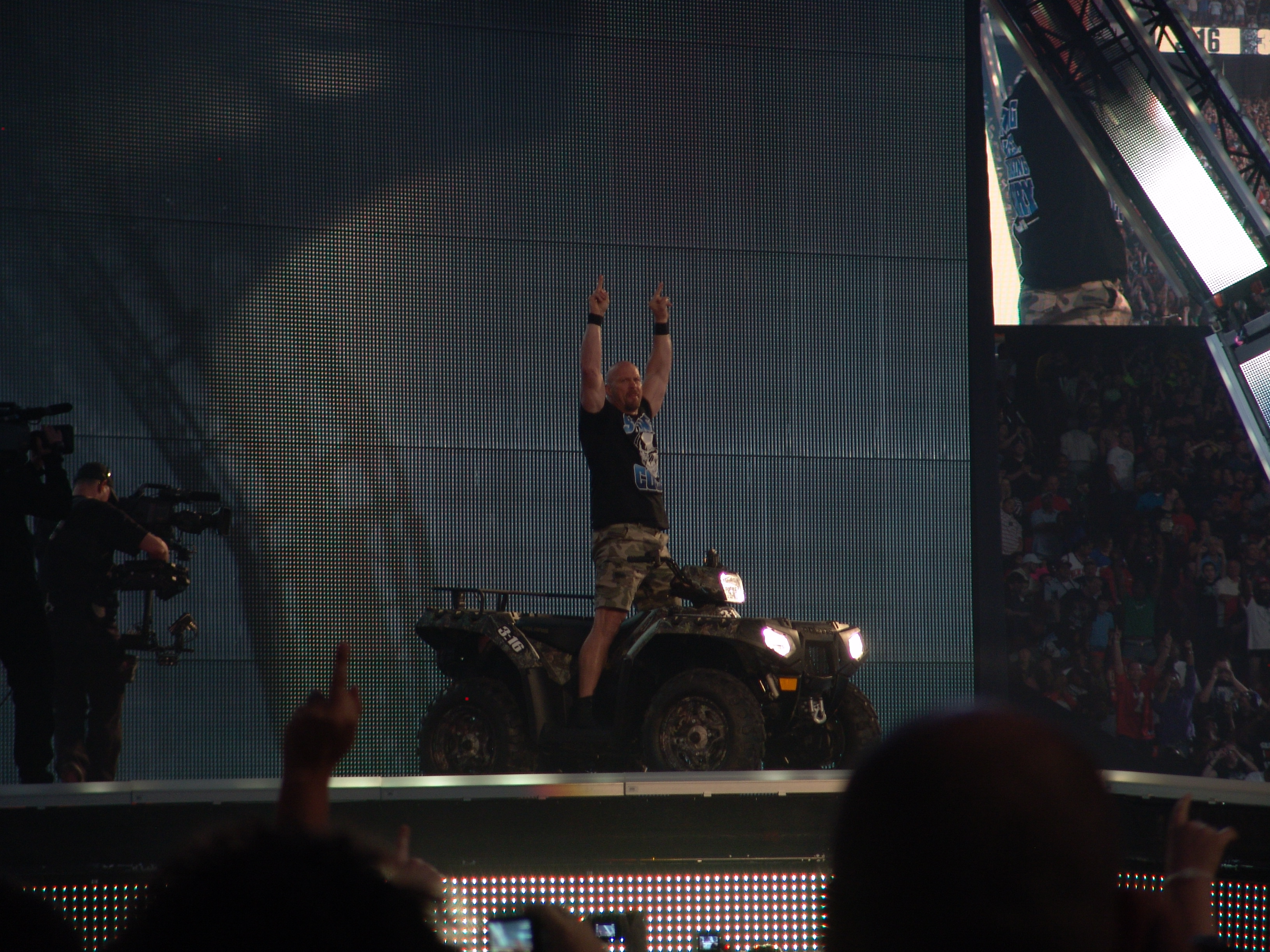
Stone Cold Steve Austin no WrestleMania XXVII.

Booker T e Jim Ross comentaram a luta entre Michael Cole, acompanhado por Jack Swagger, e Jerry “The King” Lawler, com Stone Cold Steve Austin como árbitro. A luta começou com Lawler tentando tirar Cole de sua cabine de proteção (a "Cole Mine"). Swagger tentou ajudar Cole, jogando uma toalha no ringue quando Lawler começou a tomar controle da luta. A desistência foi negada por Austin, que aplicou em Swagger um Stone Cold Stunner. Lawler forçou Cole a desistir utilizando o Ankle Lock. Após a luta, o Gerente Geral anônimo reverteu a decisão de Austin, dando a vitória a Cole pelo árbitro ter sido parcial em relação a Lawler. Com isso, Cole venceu o combate por desqualificação. Austin, então, aplicou um Stunner em Booker T e Josh Mathews, fazendo com que Ross e Lawler comentassem o resto do evento.

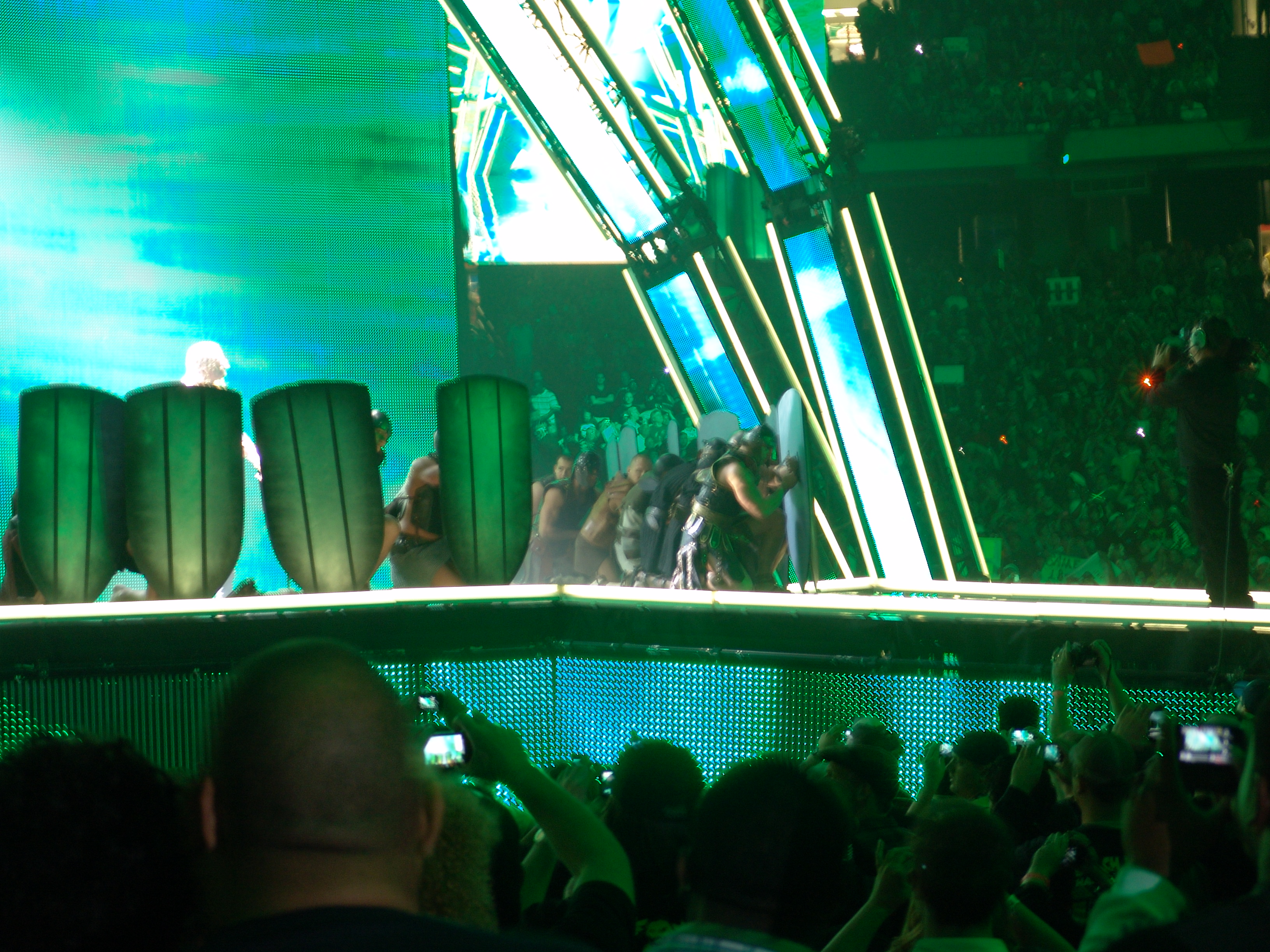
Triple H fazendo sua entrada no WrestleMania XXVII, andando por entre os escudos.

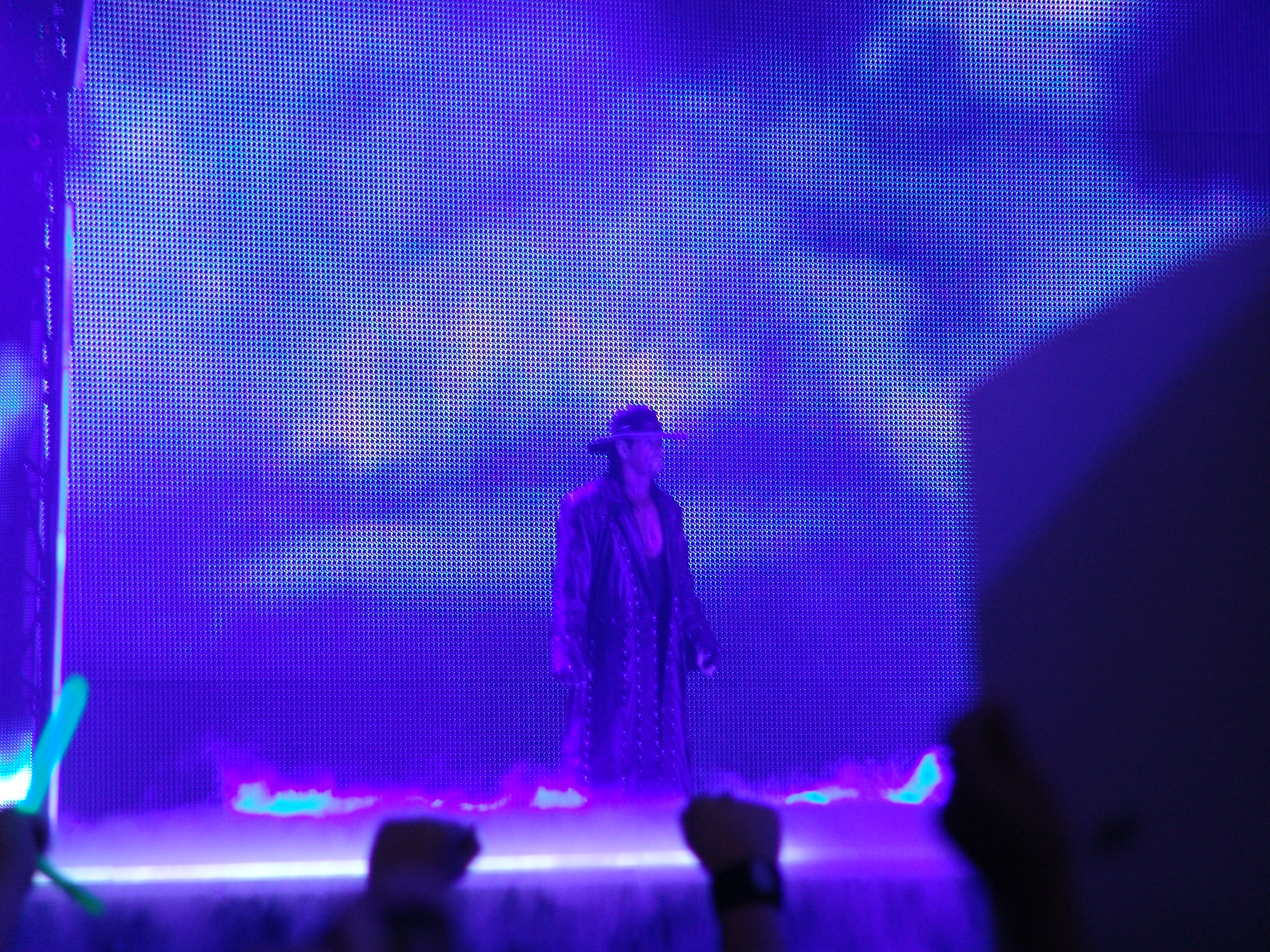
The Undertaker fazendo sua entrada no WrestleMania XXVII.

A próxima luta foi um combate No Holds Barred entre The Undertaker e Triple H. Triple H fez sua entrada ao som das músicas For Whom The Bell Tolls da banda Metallica e The Game, sua musica tradicional de entrada, da banda Motörhead, usando uma máscara e um terno. Depois, removeu os adereços para mostrar sua roupa normal. The Undertaker fez sua entrada ao som de "Ain't no Grave" de Johnny Cash. No início do combate, os dois lutaram fora do ringue, destruindo a cabine de Michael Cole no processo. Triple H aplicou um spinebuster em Undertaker na mesa dos comentaristas espanhóis. Durante a luta, Undertaker aplicou um Chokeslam e um Last Ride. Após escapar do pinfall, Triple aplicou um Pedigree, mas Undertaker também evitou o pinfall. Undertaker, então, aplicou um Tombstone Piledriver, mas Triple H também evitou a queda. Os dois utilizaram cadeiras, com Undertaker evitando a derrota depois de três Pedigrees. Triple H aplicou o movimento particular de Undertaker, o Tombstone Piledriver, mas Undertaker conseguiu evitar a derrota. Triple H desistiu da luta ao ter em si aplicado um Hell's Gate ao tentar usar uma marreta. Assim, o recorde de vitórias de Undertaker no WrestleMania foi elevado para 19-0. Após o combate, Undertaker foi levado de Maca para o backstage.

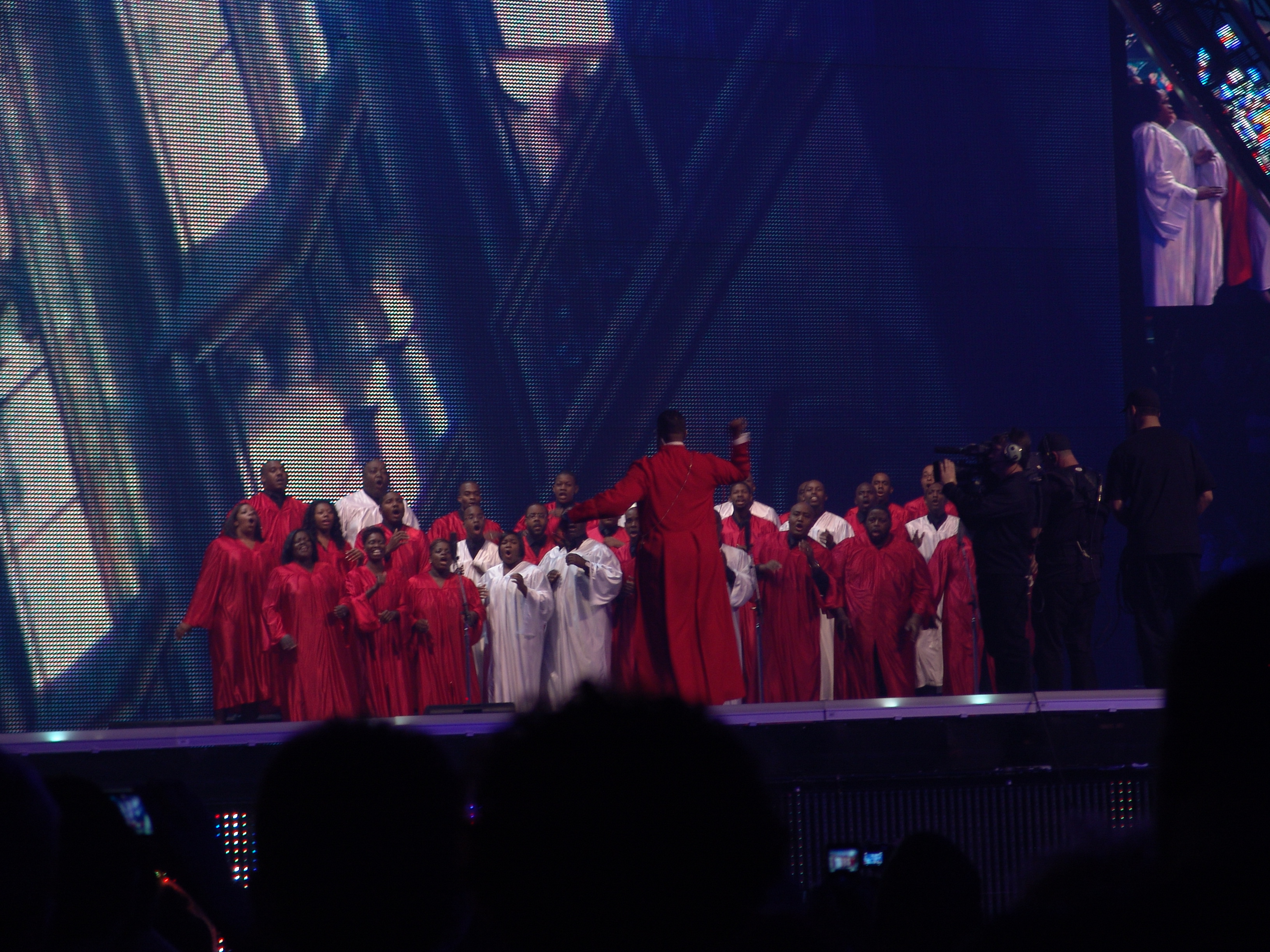
Coral cantando a entrada de John Cena na WrestleMania.

A luta entre os times de John Morrison, Trish Stratus & Nicole Polizzi e Dolph Ziggler & LayCool (Michelle McCool & Layla) seguiu. O combate durou apenas alguns minutos, com Morrison aplicando um Starship Pain em Ziggler do lado de fora do ringue enquanto Snooki derrotava McCool.

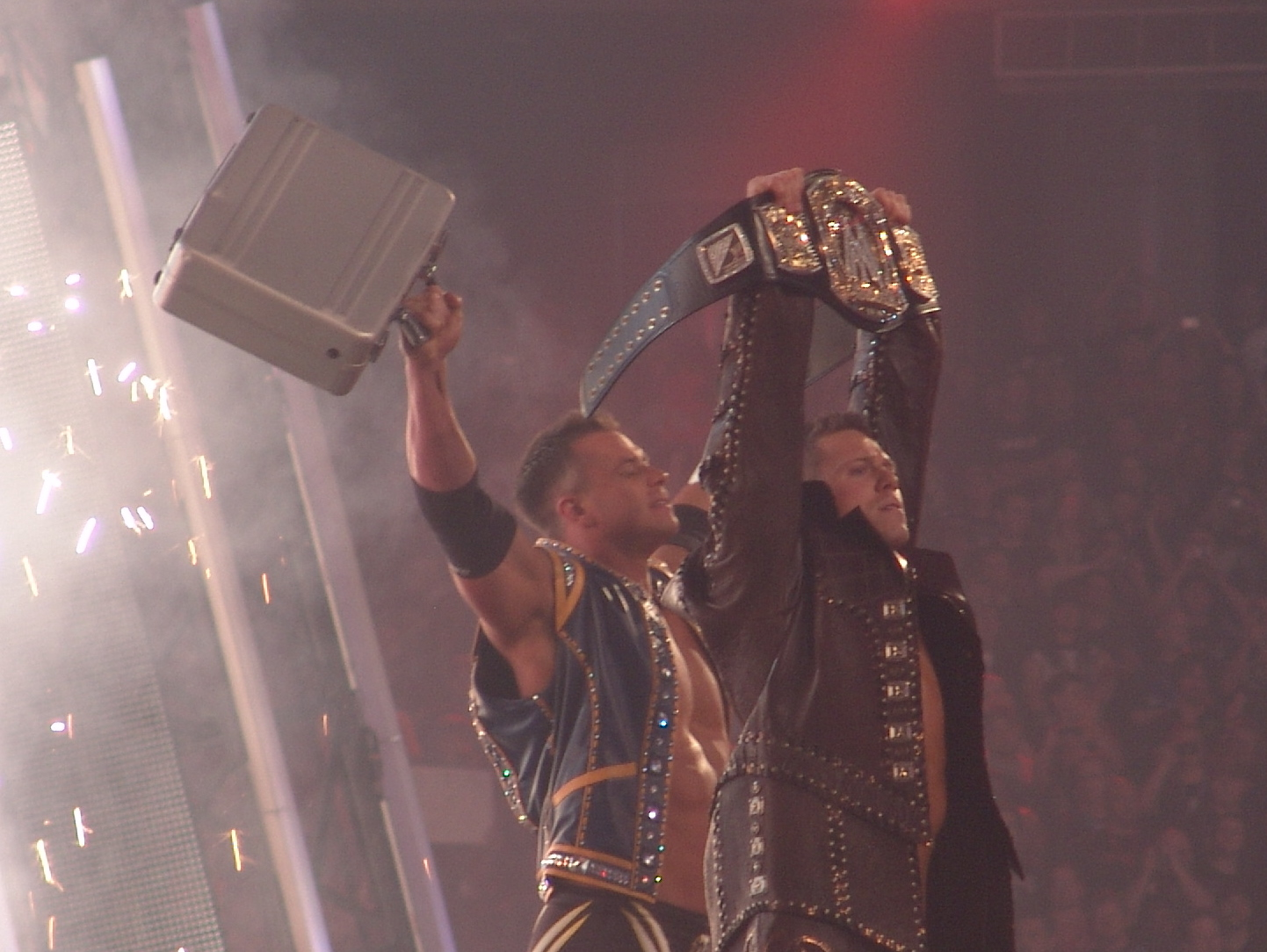
The Miz (direita) como Campeão da WWE com Alex Riley no WrestleMania XXVII.

A última luta da noite foi pelo WWE Championship, com o campeão The Miz (acompanhado por Alex Riley) defendendo contra John Cena. A luta acabou com os dois lutadores fora do ringue, sendo contados e, com isso, Miz reteve o título. The Rock voltou ao ringue, reiniciando o combate como uma luta sem desqualificações, contagens ou limite de tempo. Rock atacou Cena, aplicando um Rock Bottom. Miz fez o pinfall em Cena, vencendo a luta. Rock acabou o evento ao atacar Miz, aplicando-lhe um People's Elbow.

## Após o evento

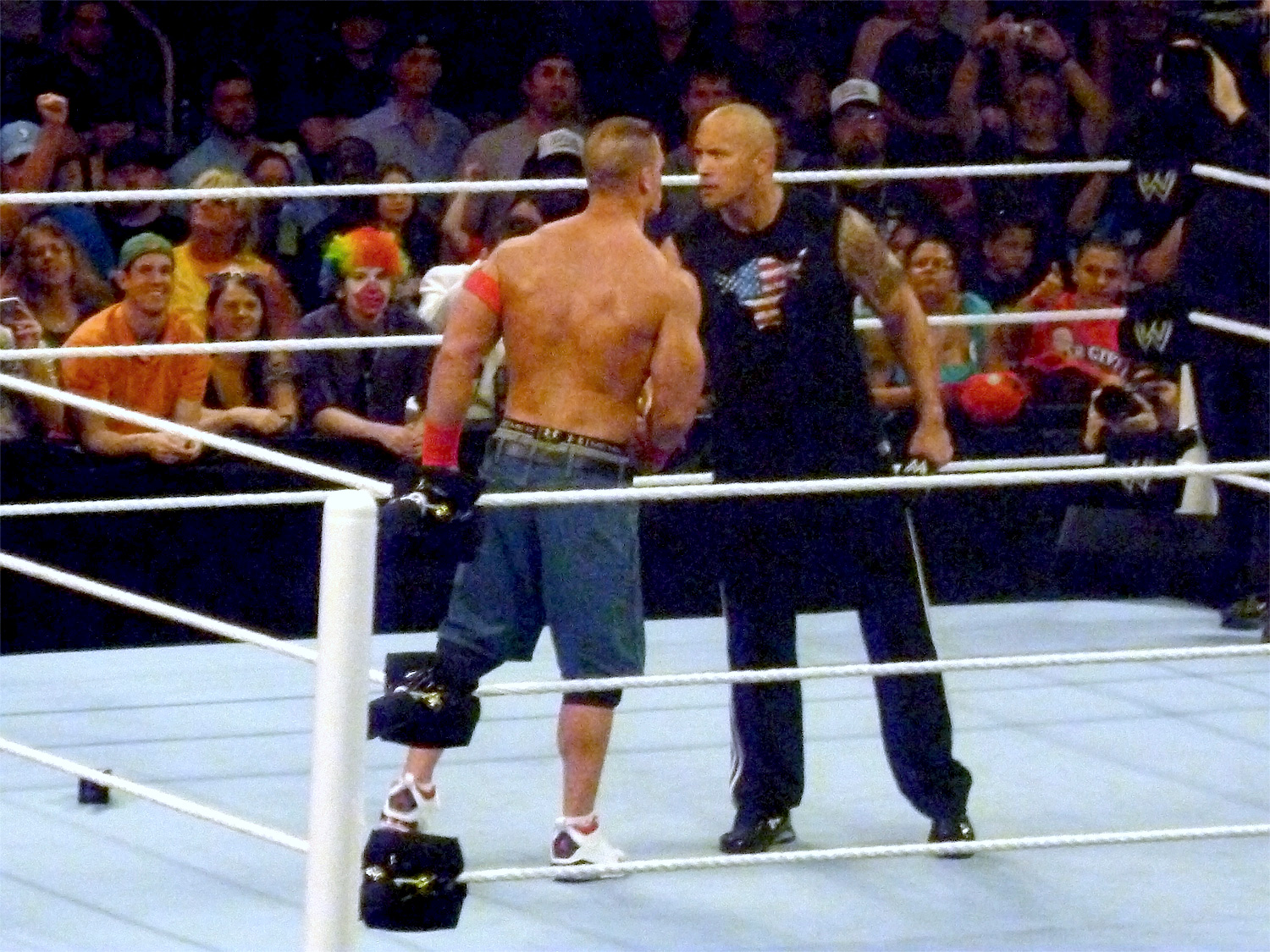
The Rock e John Cena aceitaram se enfrentar na WrestleMania XXVIII.

No Raw da noite seguinte, John Cena e The Rock aceitaram se enfrentar no WrestleMania XXVIII, marcando a primeira vez que uma luta foi anunciada com quase um ano de antecedência para WrestleMania. Cena conquistou o Campeonato da WWE ao derrotar The Miz e John Morrison em uma luta em uma jaula no Extreme Rules. Cena acabaria perdendo o título e, no WrestleMania XXVIII, seria derrotado por The Rock. Eles voltaram a se enfrentar no WrestleMania 29, com Cena vencendo.
No Raw de 11 de abril, Edge anunciou sua aposentadoria da WWE, devido à lesões. Sua última luta na WWE foi contra Del Rio no WrestleMania. Edge deixou o Campeonato Mundial dos Pesos-Pesados vago no SmackDown de 15 de abril. Christian conquistaria o título ao derrotar Del Rio em uma luta de escadas no Extreme Rules.
Após a derrota no WrestleMania, tensão começou a reinar na dupla LayCool. Após duas semanas de terapia, McCool traiu Layla, acabando com a dupla. Elas se enfrentariam no Extreme Rules, em uma luta sem contagem ou desqualificação, com a perdedora sendo obrigada a deixar a WWE. Layla derrotou Michelle McCool, que deixou a companhia.

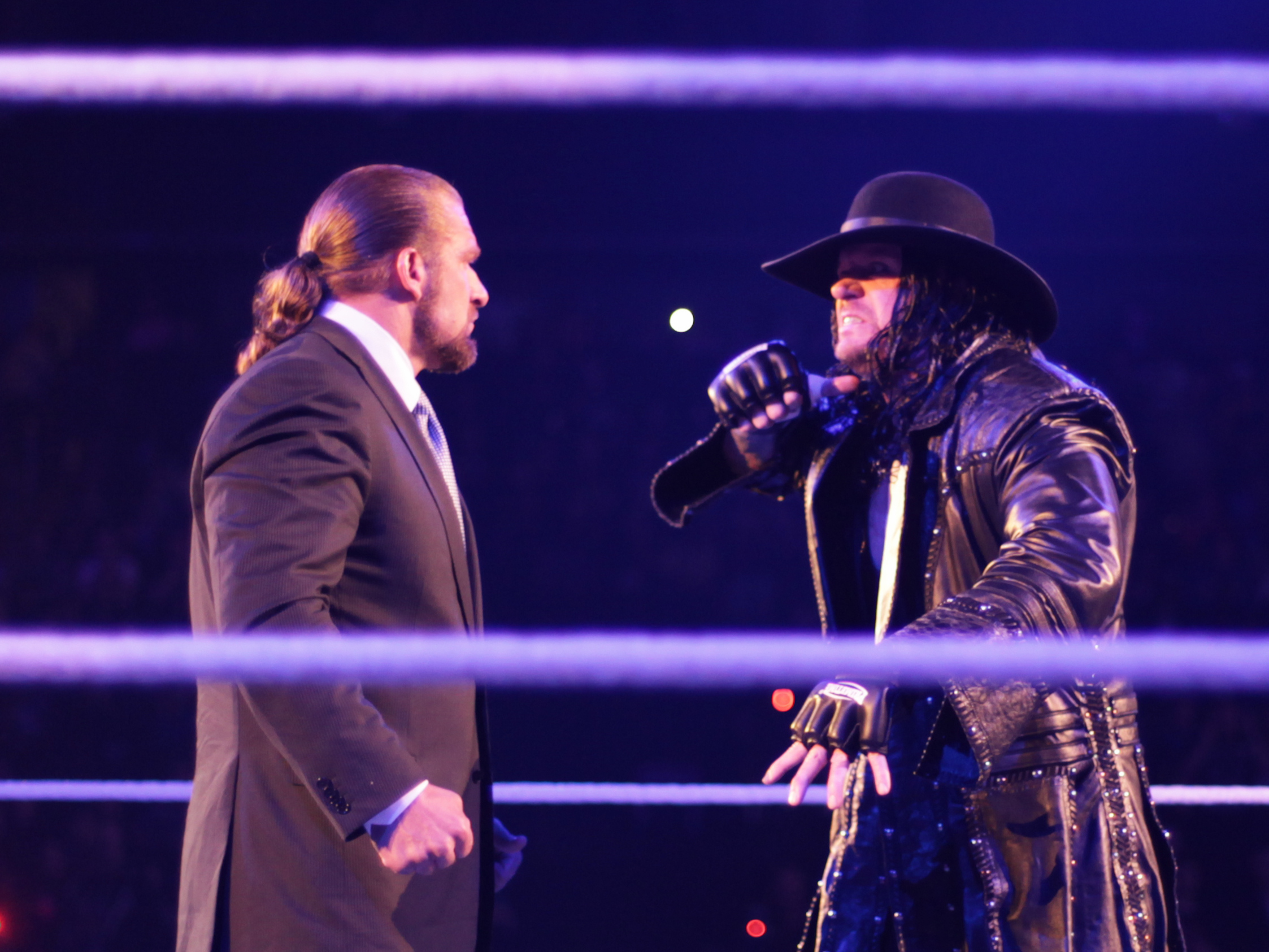
The Undertaker retornando e confrontando Triple H.

Por terem usado cadeiradas na cabeça, Triple H e The Undertaker foram realmente multados por violar a "política de concussão" da WWE. The Undertaker só retornou em uma edição do Raw no dia 30 de Janeiro de 2012, confrontando Triple H. Eles se enfrentaram no WrestleMania XXVIII, num Hell in a Cell Match, com Shawn Michaels como Arbitro. Undertaker venceu e aumentou sua Streak para 20-0.
Durante a luta final, Miz sofreu uma concussão ao bater sua cabeça no chão. Como resultado, ele diz que não se lembra do que aconteceu no combate.
WrestleMania XXVII foi o primeiro WrestleMania a não ter uma troca de títulos.

## Recepção
WrestleMania XXVII, mesmo sendo um tremendo sucesso comercial, recebeu críticas mistas e positivas. Segundo o tabloide inglês The Sun, The Rock como apresentador "nunca foi efetivo" e que o segmento de abertura foi "excessivo e genérico". No entanto, o tabloide disse que a luta pelo Campeonato Mundial dos Pesos-Pesados foi "muito boa", que a luta entre Orton e Punk teve uma "execução e cronologia clínica" e que a luta pelo Campeonato da WWE foi "estranha". Eles elogiaram o combate entre Undertaker e Triple H, dizendo ser a "luta da noite" e que "a emoção e o drama da luta foi incrível". No total, eles deram ao evento nota 8,5 de 10. O website canadense Canadian Online Explorer deu ao evento nota 8 de 10, com a luta entre Triple H e Undertaker recebendo 9,5 de 10 e a do Campeonato da WWE, 5. TheWrestleReview deu ao evento nota 7,2 de 10, com Undertaker versus Triple H recebendo nota 9,2. A luta final recebeu nota 6, com TheWrestleReview dizendo que o combate foi apenas uma ferramenta promocional para o WrestleMania XXVIII.

## Resultados
| Nº                                          | Resultados | Estipulações                                                                                 | Tempo |
| ------------------------------------------- | --- | -------------------------------------------------------------------------------------------- | ----- |
| Dark                                        | Sheamus (c) vs. Daniel Bryan acabou sem vencedor                                                                                          | Luta Lumberjack pelo United States Championship                                              | 4:20  |
| Dark                                        | The Great Khali venceu ao eliminar por último Sheamus                                                                                     | Battle Royal Interpromocional de 23 lutadores                                                | 8:34  |
| 1                                           | Edge (c) (com Christian) derrotou Alberto Del Rio (com Ricardo Rodriguez e Brodus Clay)                                                   | Luta individual pelo World Heavyweight Championship                                          | 11:09 |
| 2                                           | Cody Rhodes derrotou Rey Mysterio | Luta individual                                                                              | 11:59 |
| 3                                           | Kane, Big Show, Santino Marella e Kofi Kingston derrotaram The Corre (Wade Barrett, Ezekiel Jackson, Justin Gabriel e Heath Slater)       | Luta de quartetos                                                                            | 1:35  |
| 4                                           | Randy Orton derrotou CM Punk | Luta individual; todos os integrantes do The New Nexus estavam banidos do entorno do ringue. | 14:47 |
| 5                                           | Michael Cole (com Jack Swagger) derrotou Jerry Lawler por desqualificação                                                                 | Luta individual com Stone Cold Steve Austin como arbitro                                     | 13:44 |
| 6                                           | The Undertaker derrotou Triple H por submissão                                                                                            | Luta No Holds Barred                                                                         | 29:24 |
| 7                                           | John Morrison, Trish Stratus e Nicole "Snooki" Polizzi derrotaram Dolph Ziggler e LayCool (Layla e Michelle McCool) (com Vickie Guerrero) | Luta de trios mistos                                                                         | 3:17  |
| 8                                           | The Miz (c) (com Alex Riley) vs. John Cena acabou em dupla desqualificação por contagem                                                   | Luta individual pelo WWE Championship                                                        | 14:35 |
| 9                                           | The Miz (c) (com Alex Riley) derrotou John Cena                                                                                           | Luta sem desqualificações pelo WWE Championship                                              | 0:36  |
| (c) – Refere-se aos campeões antes da luta. | |                                                                                              |       |

1. ↑  Os outros participantes eram: Chavo Guerrero, Chris Masters, Curt Hawkins, Daniel Bryan, David Hart Smith, Drew McIntyre, Evan Bourne, The Usos (Jimmy e Jey), Johnny Curtis, JTG, Mark Henry, Primo, R-Truth, Sheamus, Ted DiBiase, The Great Khali, Trent Barreta, Tyler Reks, William Regal, Yoshi Tatsu e Zack Ryder.